# Léry (Québec)
Léry è un comune del Canada, situato nella provincia del Québec, nella regione di Montérégie.